# Planetoïdenfamilie

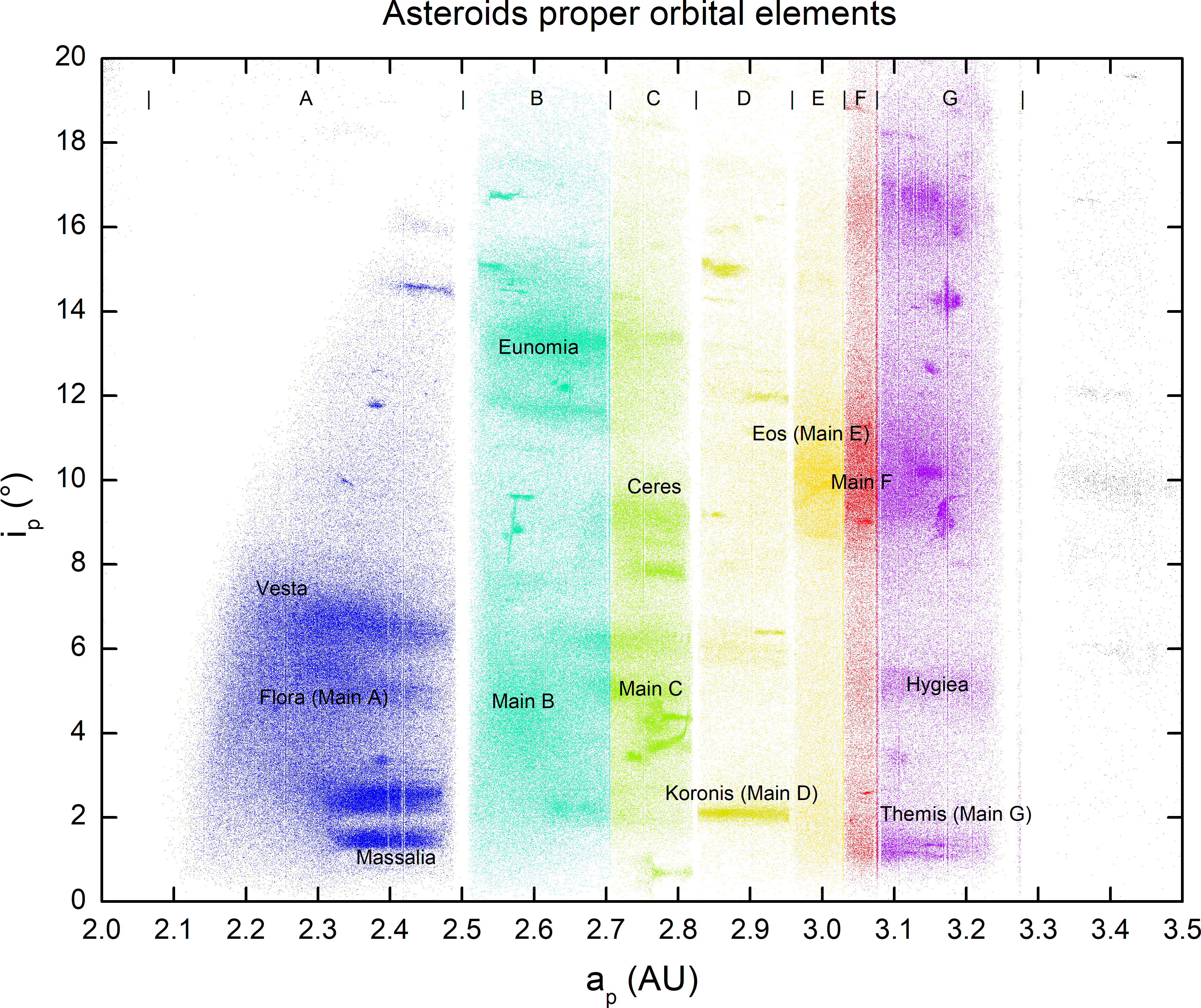
Planetoïdenfamilies worden herkend door bepaalde baanelementen van een groot aantal planetoïden tegen elkaar te plotten.

Een planetoïdenfamilie (of Hirayamafamilie) is een groep planetoïden met banen die sterk op elkaar lijken. Dat planetoïden voorkomen in "families", werd in 1918 vastgesteld door de Japanse sterrenkundige Kiyotsugu Hirayama.

## Ontstaan
In sommige gevallen komen de banen zo sterk overeen (met name de gemiddelde afstand tot de zon, de baanexcentriciteit en de baanhelling), dat de leden van die familie de restanten moeten zijn van een betrekkelijk recent in stukken gebroken 'moeder'-planetoïde. Omdat planetoïden zeer poreus kunnen zijn en een tamelijk groot risico lopen op onderlinge botsingen, lijkt dat een realistisch scenario. Het wordt ondersteund door het feit dat de leden van één familie vaak soortgelijke spectra hebben, en dus kennelijk uit hetzelfde materiaal zijn opgebouwd.
In andere gevallen, bijvoorbeeld bij de Hilda's of de Trojanen, kan de familie zijn ontstaan doordat planetoïden die oorspronkelijk niets met elkaar te maken hadden, bijeengedreven zijn door de zwaartekrachtwerking van Jupiter, via het mechanisme van de baanresonantie (zie: Kirkwoodscheidingen).

## Opvallendste families
De vier opvallendste families (elk met honderd of meer leden) zijn de:
- Themisfamilie, genoemd naar (24) Themis, gemiddelde afstand tot de zon 3,14 AE, de leden hebben spectraalklasse "C";
- Eosfamilie, genoemd naar (221) Eos, afstand tot de zon 3,01 AE, spectraalklasse vermoedelijk "S";
- Koronisfamilie, genoemd naar (158) Koronis, afstand tot de zon 2,87 AE, spectraalklasse "S". Grootste lid van deze familie is (462) Eriphyla;
- Florafamilie, genoemd naar (8) Flora, afstand tot de zon 2,23 AE, spectraalklasse "S".

Andere planetoïdenfamilies zijn de Astrid-, Maria-, Nysa/Hertha-, Budrosa-, Leto-, Concordia-, Alexandra- en Hungaria-familie.